# Boulevard de Metz
Pour les articles homonymes, voir Rue de Metz.
La boulevard de Metz est une voie de la ville de Strasbourg, en France. Il est situé dans le quartier de la Gare.

## Situation et accès
Il débute à la rue du Faubourg National dans le prolongement du boulevard de Nancy selon une orientation nord-nord-ouest. Il croise sur sa droite, la rue de la Course et la rue Déserte. Puis il aboutit place de la Gare dont il constitue une des cinq voies rayonnantes.

Le côté est du boulevard est occupé par le réseau des voies de chemin de fer sud de la gare. Le poste d'aiguillage de la Gare est situé au no 3. Le siège du Crédit agricole Alsace Vosges construit par l'Atelier UA5 en 1970 est au no 14.
Le boulevard de Metz bénéficie de toutes les dessertes de la gare, en particulier des trams.

Les lignes 2 et 10 ont leur arrêt Sainte-Aurélie au début du boulevard de Nancy.
La circulation routière se fait de part et d'autre des îlots centraux qui sont des parkings en épi. Le boulevard dispose d'un parking côté voies.

## Origine du nom
La rue de Metz tient son nom de la ville de Metz, annexée avec l'Alsace-Lorraine par l'empire d'Allemagne à l'issue de la guerre de 1870 et restituées à la France par le traité de Versailles, le 28 juin 1919.

## Historique
Le boulevard de Metz constitue une limite ouest du troisième agrandissement de Strasbourg dans la seconde moitié du XIVe siècle.

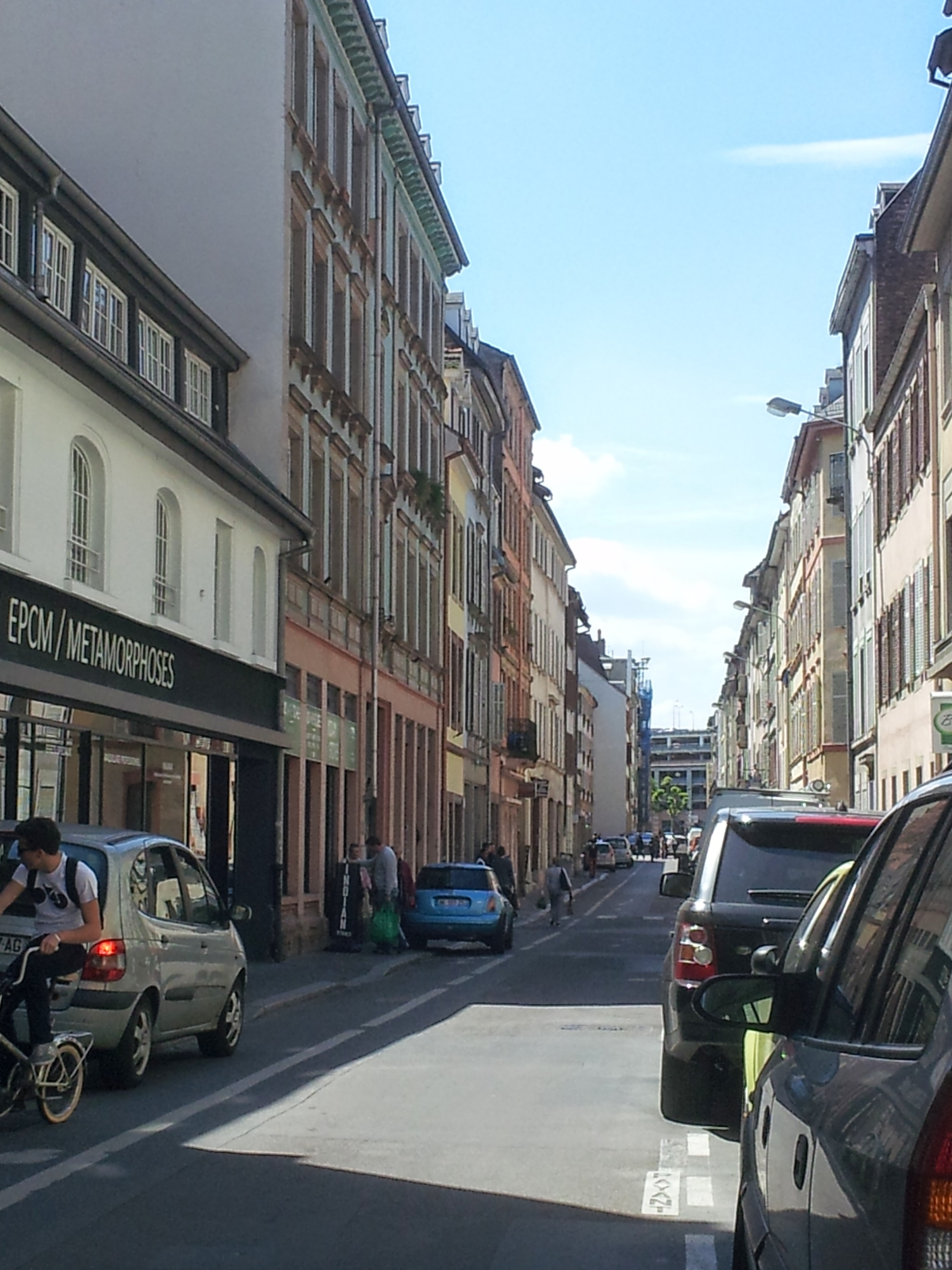
Vue vers le boulevard depuis la rue de la Course